# Siccieu-Saint-Julien
Siccieu-Saint-Julien est une ancienne commune française de l'Isère.

## Histoire
La commune a existé depuis la fin du XVIIIe siècle jusqu'en 1841. Entre 1790 et 1794, Siccieu fusionne avec Saint-Julien pour former la commune de Siccieu-Saint-Julien. En 1841, cette commune fusionne avec Carisieu ; cette nouvelle commune prend le nom de Siccieu-Saint-Julien-et-Carisieu.